# Бурай
Бурай[уточнить] (фр. Bourail) — город и коммуна (административный округ) в Южной провинции Новой Каледонии, в 162 км к северо-западу от столицы Нумеа.
Второй по величине город страны. Население — 4999 человек (2009). Площадь города — 825,34 км².
Музей, мемориальные кладбища (арабское и новозеландское военное кладбища эпохи Второй мировой войны). Округ состоит как из прибрежных, так и из горных местностей и населён шестью племенами. Большинство населения моложе 30 лет и стремится в поисках работы в столицу Нумеа; власти стремятся удержать жителей на родине, в частности, широким строительством школ.
Туристический центр: известен своими пляжами, излюбленными виндсерфингистами, а также являющимися местами наблюдения за морскими черепахами (особенно в бухте, которая так и называется «Черепаховой» — «Байя де Тортюс»). Другая туристическая достопримечательность — живописный скальный массив Ла-Рош.
В Бурае жил в ссылке и умер поляк Антон Березовский, совершивший в 1867 г. неудачное покушение на Александра II